# 강천로
강천로(Gangcheon-ro)는 전북특별자치도 순창군 순창읍 백산교차로에서 순창읍 구림면오정자재를 잇는 도로이다.

## 주요 경유지
전북특별자치도
- 순창군 (순창읍 - 팔덕면 - 구림면)

## 노선
| 이름            | 접속 노선                          | 소재지 | 소재지 | 비고                    |
| --------------- | ---------------------------------- | ------ | ------ | ----------------------- |
| 백산 교차로     | 지방도 제729호선 (장류로) (아미로) | 순창군 | 순창읍 | 지방도 제729호선과 중복 |
| 구룡교          |                                    | 순창군 | 팔덕면 | 지방도 제729호선과 중복 |
| 용산교          |                                    | 순창군 | 팔덕면 | 지방도 제729호선과 중복 |
| 월정삼거리      | 국도 제21호선 (구림로)             | 순창군 | 구림면 | 국도 제21호선과 중복    |
| 오정재삼거리    | 지방도 제792호선 (밤재로)          | 순창군 | 구림면 | 국도 제21호선과 중복    |
| 오정자재        |                                    | 순창군 | 구림면 |                         |
| 가마골로와 직결 |                                    |        |        |                         |

## 주요 건물및 시설
- 농협 순창농협 팔덕지점 (강천로 312/용산리 377-1)
- 팔덕면주민자치센터 (강천로 329/용산리 298-2)
- 팔덕면 행정복지센터 (강천로 330/용산리 327-1)
- 팔덕파출소 (강천로 334/용산리 329-1)
- 순창팔덕우체국 (강천로 349/용산리 288-3)
- 팔덕보건지소 (강천로 350/용산리 340-1)